# Donieckie Zagłębie Węglowe

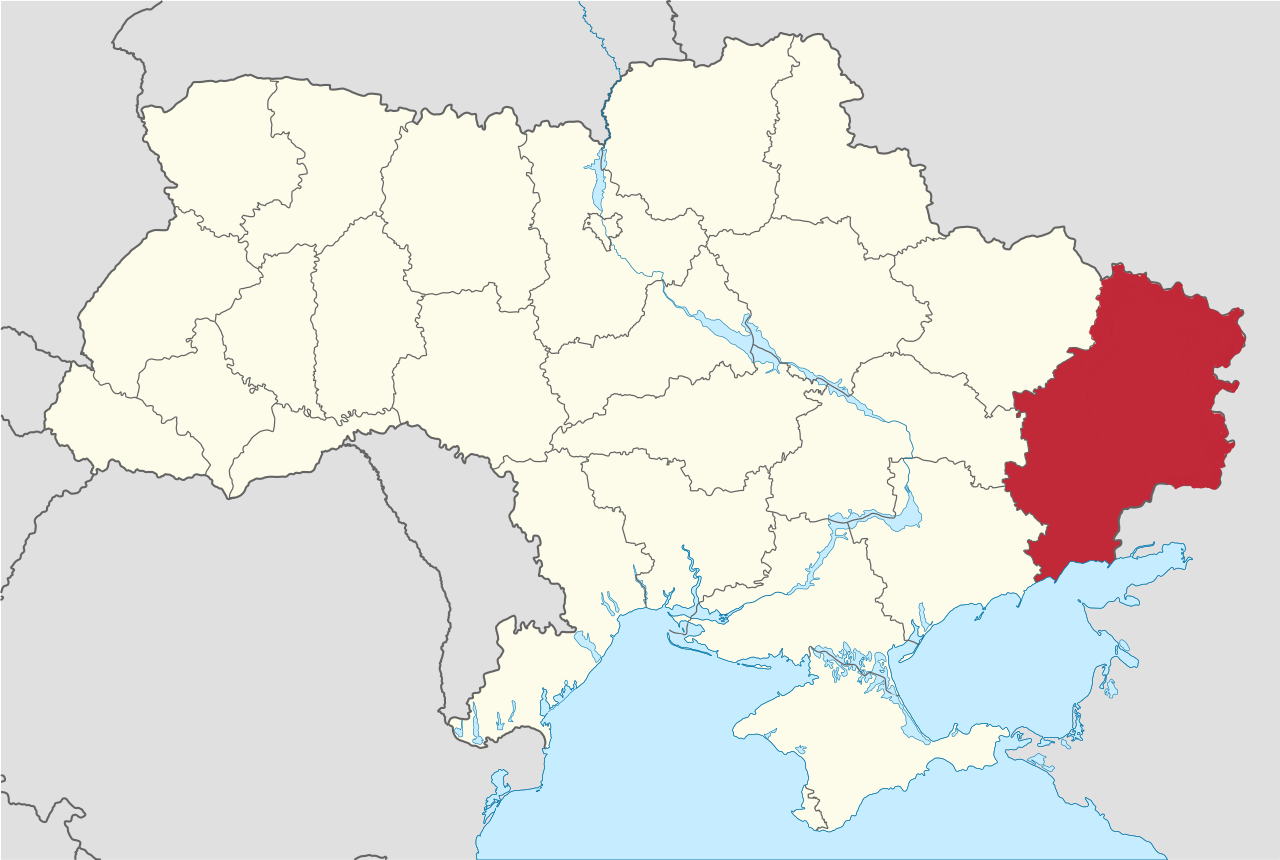
Ukraina z zaznaczonym Donbasem

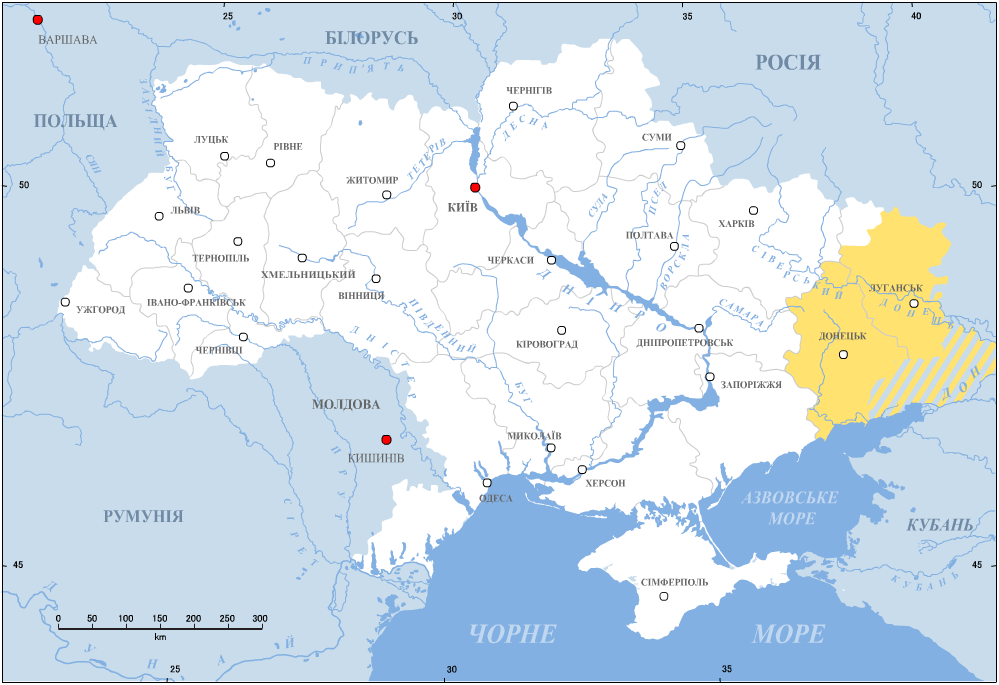
Donbas jako kraina historyczna

Donieckie Zagłębie Węglowe (ukr. Донецький вугільний басейн, trb. Donećkyj wuhilnyj basejn; ros. Доне́цкий каменноу́гольный бассе́йн, trb. Donieckij kamiennougolnyj bassjejn), w skrócie Donbas (ukr. Донбас, ros. Донбасс) – okręg przemysłowy we wschodniej Ukrainie (obwody doniecki i ługański) i w południowo-zachodniej Rosji (obwód rostowski). Donbas jest drugim (po Kijowie) regionem Ukrainy pod względem gęstości zaludnienia.  

## Lokalizacja
Leży nad Dońcem, w krainie geograficznej o licznych tradycjach historycznych i kulturowych. Region obejmuje także Szachtyńskie Zagłębie Węglowe. Region jest bogaty w złoża węgla kamiennego (koksowego i antracytu), rtęci i soli kamiennej. Ma powierzchnię około 60 tysięcy km², z zasobami sięgającymi do głębokości 1800 m.
Głównymi miastami Donbasu są: Donieck (nieoficjalna stolica), Ługańsk, Makiejewka, Gorłówka, Kramatorsk, Ałczewsk, Lisiczańsk, Chrustalnyj, Jenakijewe, Kadyjewka, Konstantynówka.

## Przemysł
Oprócz wydobycia węgla kamiennego, rozwinął się tu przemysł hutniczy na bazie rud żelaza i niklu dowożonych z Krzywego Rogu i Nikopola. Głównymi ośrodkami hutnictwa są Donieck, Ałczewsk, Jenakijewe i Kramatorsk. W Mariupolu, nad Morzem Azowskim, znajduje się druga co do wielkości huta Ukrainy. Z hutnictwem związane są: przemysł elektromaszynowy, produkcja urządzeń dla hutnictwa i górnictwa (w Kramatorsku i Gorłówce), taboru kolejowego, obrabiarek i maszyn budowlanych.

## Donbas jako kraina historyczna
Nazwa Donbas oznacza również krainę historyczną nad Dońcem i Donem, którą od dawna zamieszkują Kozacy dońscy (w epoce stalinowskiej, stosując wielki głód, pozbyto się znacznej ich części, wynaradawiając ten region). W takim rozumieniu Donbas obejmuje w zasadzie ten sam obszar co Donieckie Zagłębie Węglowe.
Historia przemysłowego Donbasu zaczęła się latem 1869, gdy walijski potentat John Huges z czterema synami, setką inżynierów, metalurgów, górników i budowlańców przybył z częściami maszyn parowych i dwoma wielkimi piecami na teren dzisiejszego Doniecka. Po ośmiu miesiącach w pierwszym wielkim piecu wytopiono surówkę, a po roku gotowe były pierwsze szyny, z których w roku kolejnym ułożono pierwszą w Donbasie 120-kilometrową linię kolejową (Konstantynówka–Juzowka–Ołeniwka). Linia ta dała połączenie z magistralą Moskwa–Krym, a ta z całą siecią kolejową.
W 1880 rozpoczęła się, trwająca dwie dekady, donbaska gorączka węglowa, ściągająca do regionu kapitał, technologie i specjalistów z całego świata. Największe miasta w tym czasie to Nikopol i Mariupol, a zakłady to stocznia w Mikołajowie, belgijskie zakłady metalurgiczne „Unia” w Makiejewce, niemieckie stalownie i huty w Kramatorsku, brytyjsko-francuskie Enakievo Steel Works w Jenakijewem, rosyjskie huty w Ałczewsku i Iłowajsku, niemiecka fabryka parowozów Hartmana w Ługańsku, tramwajów i obrabiarek w Charkowie, belgijskie Towarzystwo Akcyjne Przemysłu Szklarskiego i Chemicznego w Konstantynówce.
W czerwcu 1892 z powodu epidemii cholery wybuchł pierwszy wielki bunt górników, który zamienił się w pogrom żydowski. Według spisu z 1897 w Doniecku mieszkali: Ukraińcy (52,4%), Rosjanie (28,7%), Grecy (6,4%), Niemcy (4,2%), Żydzi (2,9%), Tatarzy (2,1%), Białorusini (0,8%), Polacy (0,4%), uważający się za osobną grupę etniczną Kozacy dońscy (0,3%), Belgowie i Francuzi (0,1%).
W czasie rewolucji 1905 r. w Donbasie miały miejsce masowe strajki robotnicze, a w Gorłówce w grudniu 1905 doszło do otwartych walk między uzbrojonymi robotnikami a wojskiem.